# Rank Xerox
Rank Xerox bildades 1956 som ett samriskföretag mellan det amerikanska företaget Haloid Company (som 1961 ändrade namn till Xerox Inc.) och det brittiska Rank Organisation plc, för att tillverka och marknadsföra Xerox produkter i Europa, och senare även i Afrika och Asien.
Initialt var företaget ägt till 51 % av Xerox och 49 % av Rank, men Xerox ökade ägandet successivt fram till 1997 då Xerox köpte resterande andelar av Rank Xerox. I samband med detta ändrades namnet från Rank Xerox till Xerox Limited.

## Övrigt
Seriefiguren RanXerox var döpt efter en Rank Xerox kopiator.